# Hôtel de la Caisse d'épargne de Belfort
L'hôtel de la Caisse d'épargne est un bâtiment de la première moitié du XXe siècle situé à Belfort, en France. Il a autrefois accueilli un établissement bancaire, pour lequel il a été construit.

## Situation et accès
L'édifice est situé au no 7 de la place de la République, dans le centre-ville de Belfort, et plus largement à l'ouest du département du Territoire de Belfort.

## Histoire

### Contexte
La Caisse d'épargne de Belfort est fondée le 29 septembre 1835.

### Édification
La Caisse d'épargne acquit une parcelle en 1929 sur laquelle elle projette de bâtir un nouvel hôtel pour ses services. L'édifice est élevé selon les plans de Paul Giroud, architecte belfortain diplômé par le gouvernement,, qui réalise aussi le dessin de l'horloge intérieure suspendue. La coupole intérieure et les bas-reliefs sont réalisés par le sculpteur suisse Charles-Ernest Gaudard qui réside à l'époque à Belfort,. La construction est permise grâce à plusieurs entrepreneurs : Tournesac, Philippe, Monin et Cie, Wagner et Cie, Chrétien, Dupont frères, Wodey frères, Rubin et Lacaque, Grille et Cerf.

### Inauguration
La cérémonie d'inauguration a lieu le 5 novembre 1933, à 11 h, dans la salle du conseil des directeurs au premier étage,, en présence des notabilités de Belfort. Le président du conseil des directeurs et directeurs-adjoints, Émile Marlin, reçoit les invités et leur fait visiter l'hôtel. Ces derniers revenus au rez-de-chaussée signent alors le livre d'or.
Marlin prononce par la suite un discours où il encourage l'esprit d'épargne, et regrette également l'absence de Krug, président de la Conférence des caisses d'épargne de l'Est et du Nord, qui, arrivé dans la ville pour cette inauguration, a reçu un télégramme lui annonçant le décès de son frère à Nancy. Marlin poursuit par un éloge à l'architecte Paul Giroud et adresse des félicitations aux entrepreneurs. Il félicite en outre Ambroise Marmet, vice-président de la Caisse d'épargne alors âgé de 74 ans, nommé chevalier de la Légion d'honneur le 30 septembre,, puis adresse un souvenir ému à l'ancien président, Xavier Houbre. Enfin, il rend hommage aux représentants et dirigeants des succursales de Giromagny, Rougemont-le-Château, Châtenois, Montreux-Château et Champagney.
Le maire de Belfort, Henri Baudin, prononce ensuite une allocution dans laquelle il rend le plus grand hommage au dévouement de Marlin, loue l'esprit d'épargne de la population belfortaine et félicite le conseil des directeurs pour ce « magnifique palais de l'épargne ». La cérémonie se termine par un banquet avec champagne au cours duquel on lève son verre à la prospérité de la Caisse d'épargne.

### Déménagement de la banque et réhabilitation
En 1975, la Caisse d'épargne déménage vers ses nouveaux locaux situés dans un bâtiment nouvellement construit, surnommé « tour de la Caisse d'épargne ». Cet hôtel de 1933 est réhabilité par l'atelier d'architecture de Robert Gomez en 1999 pour en faire des logements.

## Structure
L'édifice, de style Art déco, s'élève sur quatre niveaux. À sa construction, le rez-de-chaussée est affecté aux opérations des épargnants et le premier étage à la salle du conseil des directeurs. Un balcon relie les trois fenêtres centrales du premier étage. Au-dessus des quatre fenêtres centrales du deuxième étage et en dessous des deux centrales du troisième est gravée l'inscription de la raison sociale « CAISSE D’EPARGNE » surmontée de dix-sept gouttes. Au-dessus de ces dernières fenêtres est incrusté un bas-relief avec le blason de la ville.